# Eupithecia curzoni
Eupithecia curzoni là một loài bướm đêm trong họ Geometridae.